# Râul Camenița, Berzasca
Râul Camenița este un curs de apă, afluent al Berzasca. 